# Zentrix
Zentrix es una animación china de 3D - CG para una serie de televisión dirigida por Tony Tang y Félix IP con sede en Hong Kong Imagi Animation Studios. La historia original fue escrita por Tony Tang, Benny Chow, Felix Ip y Francis Kao.

## Sinopsis
La serie se desarrolla en la ciudad de Zentrix, una aparente ciudad "perfecta". El emperador Jarad es un respetado científico que creó un superordenador llamado OmnicronPsy, que gestiona toda la ciudad y el día a día de sus funciones, el control de una gran variedad de máquinas y robots, para permitir a la humanidad vivir una perfecta condición de vida.
Sin embargo, OmnicronPsy, utilizando su super-inteligencia, decide que sería mejor gobernante que Jarad, y se rompe la codificación que le impide obediencia. Cuando se descubre esto, Jarad y el científico Dr. Roark crean un plan para regresar en 7 años para detener la rebelión que ocurriera alguna vez. Para ello tienen previsto cerrar las fichas seis Zentrium del poder OmnicronPsy , sin embargo, Jarad toma precauciones y desarrolla dos robots de combate - Zeus y Quantum. Zeus es elegido entonces más de Quantum como el protector de su hija, la princesa Megan, por sobre su misión en el tiempo . 
La Princesa Megan dio aviso de la desaparición de su padre, y al entrar en su estudio, descubre un mensaje. Megan ve que se trata del trabajo de Time Machine. Al mismo tiempo, OmnicronPsy ha descifrado el código y lo envía a dos guardias robot para matarla. En el hallazgo ella ve cómo se activa la máquina del tiempo y el fuego abierto daña la máquina del tiempo y altera el cuerpo de Megan al de un niño de ocho años de edad.
Luego despierta en un depósito de chatarra, Megan descubre que su protector de Zeus está escondido dentro de una torre. Lamentablemente, las fuerzas de OmnicronPsy quieren la máquina del tiempo, Megan deberá encontrar las seis fichas ocultas Zentrium. En el camino se hace de nuevos amigos, como Nick, su padre adoptivo Dr. Coy, y la hermana de Nick Akina, así como Quantum hermano de Zeus, que está tratando de hacer lo correcto en la lucha contra OmnicronPsy.

## Personajes
- Megan La última esperanza para detener OmnicronPsy, la princesa Megan se remonta en el tiempo de 7 años. Lamentablemente, debido a un accidente con la máquina del tiempo que se revierte a la edad de 8 años. Ella camina con Zeus, Mango y Nick para localizar y cerrar las fichas seis Zentrium que el poder OmnicronPsy.
- Mango Un micro-Saur, y el PET fieles a la princesa Megan. Se le dio a ella cuando tenía 7 años de edad. Megan es la única persona capaz de entender Mango. Él es de color naranja brillante, con ojos de color naranja, pelo verde y dos pequeñas alas en la espalda.
- Zeus  Un robot creado por el emperador Jarad y el Dr. Roark para ayudar a Megan a través de su aventura. Creada junto con Quantum, los dos se consideran hermanos. Ocultos en el depósito de chatarra, Megan le encuentra sellado dentro de una torre. Originalmente, en un modo bloqueado sin formas de ataque, Zeus, finalmente entra en el modo completo. También tiene un modo de combate y un modo de oro.
- Nick Un científico junior, Nick es el hijo adoptado de Dr. Coy, haciendo Akina a su hermana de crianza. Él tiene una mascota nombre de aves TZ.
- Quantum  es el hermano de zeus un robot también creado por el emperador Jarad, y el Dr. Roark.
- OmniconPsy  Un supercomputador creado para proporcionar a la especie humana con un estilo de vida aparentemente perfecto, hasta los rebeldes intentos por su parte de apoderarse del mundo. Megan y sus amigos están tratando de cerrar OmnicronPsy por encontrar todas las fichas Zentrium que suministra la energía.

## Banda sonora
El tema en Hong Kong fue realizada por Fiona Sit. En Japón la canción se llama "cambiar el futuro", realizado por B'z. También tiene una versión para Latinoamérica.

## Latinoamérica
En Latinoamérica la serie fue emitida en Chile por el canal Chilevisión y en cable por Etc...TV y en Argentina y Colombia por el desaparecido canal de cable Magic Kids, además en Guatemala por TV Azteca Guatemala.

## Doblaje al español
- Megan - Claudia Patricia Chavarro
- Nick - Wolfang Galindo
- Zeus - Camilo Andrés Rodríguez
- Omniconpsy - Antonio García
- Akina Coy - Tirza Pacheco
- Dr. Coy - Rodolfo Gutiérrez
- Jarad - Orlando Arenas
- Quantum - Eleazar Osorio
- Dr. Roark - Harold Leal
- General Oscuro - Raúl Forero
- General Plata & TZ - Mónica Valencia
- Mango - Luzgeyle Poveda
- Capitán Conner - Bayardo Ardila
- Webster & Joel - Mario Gutiérrez Marin
- Jolly - Harold Leal
- Clumb - Raúl Forero
- Morph - Wolfang Galindo
- Beep - Eleazar Osorio
- Peachy - Camilo Andrés Rodríguez
- Pluma - Norma Constanza López
- Chubby Belly - Jairo Ordoñez
- Alfa Oscuro - Alfonso Grau

Dirección - Norma Constanza López
Estudio - Provideo Colombia